# Briefmarken-Jahrgang 1961 der Deutschen Post der DDR
Der Briefmarken-Jahrgang 1961 der Deutschen Post der DDR umfasst 53 Sondermarken und 9 Dauermarken; ein Block kam nicht an die Schalter. Insgesamt wurden 59 Motive ausgegeben.
Seit 1955 wurden bei den meisten Sonderbriefmarkensätzen in der Regel ein Wert sowie fast alle Blocks und die ab 1962 erschienenen Kleinbogenausgaben in deutlich reduzierter Auflage gedruckt. Diese sogenannten Werte in geringer Auflage waren, abgesehen von einer in der Regel auf zwei Stück pro Postkunde begrenzten Abgabe am ersten Ausgabetag und am ersten Tag nach Ablauf der Abholfrist, nur mit einem Sammlerausweis an den Postschaltern oder über einen zu beantragenden Direktbezug bei der Versandstelle der Deutschen Post in Berlin erhältlich. In diesem Markenjahr betrug die Auflagenhöhe dieser Werte 1 000 000 oder 1 100 000 Stück.
Alle Werte wurden auf Papier mit dem Wasserzeichen Nr. 3 (DDR um Kreuzblume) gedruckt.
Die Gültigkeit der Sondermarken endete zumeist am 31. Dezember 1962, nur beim Wert zum Geburtstag Wilhelm Piecks (Mi. 807) endete sie schon am 31. März 1962 und beim Zusammendruck zum Aufbau der Nationalen Gedenkstätte Sachsenhausen (Mi. 783b) erst am 31. März 1962. Die Dauermarken der Landschaftsserie galten – ausgenommen der 25 Pf-Wert (Mi. 816), die bis zum 31. März 1965 Gültigkeit hatte – bis 31. Dezember 1962; die Marken der Ulbricht-Serie hatten bis zum 2. Oktober 1990 Frankaturkraft.

## Besonderheiten
Sondermarken
Die ersten Weltraumflüge der Menschheit, die von Juri Gagarin und German Titow absolviert wurden, fanden jeweils mit mehreren Marken eine Würdigung im Markenbild. Weitere Fortsetzung fanden in diesem Markenjahrgang die Ausgaben für die Gedenkstätten an den Orten ehemaliger Konzentrationslager auf dem DDR-Gebiet, zum Tag der Briefmarke und zu den beiden Leipziger Messen. Schließlich wurden u. a. mehrere in der DDR stattfindende internationale Sportmeisterschaften, das 1000-jährige Stadtjubiläum von Halle und der 150. Geburtstag von Franz Liszt – diese Ausgabe enthielt sogar zwei Werte in geringer Auflage – motivlich gewürdigt. Bei der Ausgabe für die DDR-Hochseefischerei wurden die Werte zu 10 und 20 Pfennig aufgrund des großen Verkaufserfolgs im Juni 1961 bzw. Juli 1962 (nur 10 Pf-Marke) nachgedruckt.
Am 20. April erschien eine Ausgabe zum 15. Jahrestag der SED-Gründung; keinen Niederschlag im Markenbild fand jedoch das einschneidendste politische Ereignis dieses Jahres: die Errichtung der Berliner Mauer und die Schließung der innerdeutschen Grenze am 13. August – dies sollte erst 1971, zum 10. Jahrestag dieser Aktion, geschehen.
Dauermarken
In diesem Jahr kamen auch die ersten vier Werte der neuen Dauerserie mit dem Porträt von Walter Ulbricht zur Ausgabe, die erst 1973, nach seinem Ableben, durch die neuen Dauermarken "Sozialistischer Aufbau" abgelöst werden sollte. Die zuvor an die Schalter gelangten fünf Dauerserienwerte mit Motiven von Landschaften und Bauwerken der DDR waren aufgrund ihrer wenigen Portostufen, der erreichten Auflagenhöhen und der Gültigkeitsdauer lediglich als Übergangsausgaben für 1961 bis zur Emission der Ulbricht-Freimarkenausgabe vorgesehen. Dementsprechend wurden sie in der nachfolgenden Ausgabenliste mit bei den Sondermarken aufgeführt.

## Liste der Ausgaben und Motive
Legende
- Bild: Eine bearbeitete Abbildung der genannten Marke. Das Verhältnis der Größe der Briefmarken zueinander ist in diesem Artikel annähernd maßstabsgerecht dargestellt. Sollten keine Marken abgebildet sein, liegt es daran, dass das Urheberrecht des Künstlers noch nicht erloschen ist.
- Beschreibung: Eine Kurzbeschreibung des Motivs und/oder des Ausgabegrundes. Bei ausgegebenen Serien oder Blocks werden die zusammengehörigen Beschreibungen mit einer Markierung versehen eingerückt.
- Wert: Der Frankaturwert der einzelnen Marke in Pfennig. Ein „+“ bedeutet, dass es sich um eine Zuschlagsmarke handelt (= Frankaturwert + Spende).
- Ausgabedatum: Das Datum des erstmaligen Verkaufs dieser Briefmarke.
- Gültig bis: Das Datum, an dem die Gültigkeit endete.
- Auflage: Soweit bekannt, wird hier die zum Verkauf angebotene Anzahl dieser Ausgabe angegeben.
- Entwurf: Soweit bekannt, wird hier angegeben, von wem der Entwurf dieser Marke stammt.
- Mi.-Nr.: Diese Briefmarke wird im Michel-Katalog unter der entsprechenden Nummer gelistet.

| Sondermarken | |                 |                       |                   |               |                                        |         |
| Bild         | Beschreibung | Wert in Pfennig | Ausgabe- datum (1961) | Gültig bis        | Auflage       | Entwurf                                | Mi.-Nr. |
|              | 85. Geburtstag von Wilhelm Pieck - Wilhelm Pieck | 20              | 3. Januar             | 31. Dezember 1962 | 6.000.000     | Kurt Eigler                            | 807     |
|              | Aufbau und Erhaltung der Nationalen Gedenkstätten Buchenwald, Ravensbrück und Sachsenhausen: KZ-Opfer (I) - Werner Kube (1923–1945)                                                                                                   | 5+5             | 6. Februar            | 31. Dezember 1962 | 2.500.000     | VEB Deutsche Wertpapierdruckerei       | 808     |
|              | - Hanno Günther (1921–1942) | 10+5            | 6. Februar            | 31. Dezember 1962 | 3.000.000     | VEB Deutsche Wertpapierdruckerei       | 809     |
|              | - Elvira Eisenschneider (1924–1944) | 15+5            | 6. Februar            | 31. Dezember 1962 | 1.100.000     | VEB Deutsche Wertpapierdruckerei       | 810     |
|              | - Herta Lindner (1920–1943), Vorname fälschlich als Hertha abgedruckt | 20+10           | 6. Februar            | 31. Dezember 1962 | 3.000.000     | VEB Deutsche Wertpapierdruckerei       | 811     |
|              | - Herbert Tschäpe (1913–1944) | 25+10           | 6. Februar            | 31. Dezember 1962 | 2.000.000     | VEB Deutsche Wertpapierdruckerei       | 812     |
|              | Leipziger Frühjahrsmesse - 380-Kilovolt-Schalter, Messezeichen "MM" | 10              | 3. März               | 31. Dezember 1962 | 8.000.000     | Dietrich Dorfstecher                   | 813     |
|              | - Leipziger Pressezentrum, Messezeichen "MM" | 25              | 3. März               | 31. Dezember 1962 | 4.000.000     | Dietrich Dorfstecher                   | 814     |
|              | Landschaften und historische Bauwerke (I) - Aussichtspunkt der Bastei (Fels) und Lilienstein in der Sächsischen Schweiz | 20              | 14. März              | 31. Dezember 1962 | 83.000.000    | Erich Gruner                           | 815     |
|              | - Blick zum Brocken (Harz) | 25              | 14. März              | 31. März 1965     | 21.000.000    | Erich Gruner                           | 816     |
|              | Hochseefischerei - Fischtrawler | 10              | 10. April             | 31. Dezember 1962 | 30.000.000    | Dietrich Dorfstecher                   | 817     |
|              | - Fischer beim Einholen der Netze | 20              | 10. April             | 31. Dezember 1962 | 16.500.000    | Gerhard Stauf                          | 818     |
|              | - Fang- und Verarbeitungsschiff "Robert Koch" | 25              | 10. April             | 31. Dezember 1962 | 3.000.000     | Dietrich Dorfstecher                   | 819     |
|              | - Arbeiterin an Fischverarbeitungsmaschine | 40              | 10. April             | 31. Dezember 1962 | 1.000.000     | Gerhard Stauf                          | 820     |
|              | Aufbau der Nationalen Gedenkstätte Sachsenhausen: Mahnmal (IV) Diese Marke wurde ursprünglich 1960 ohne Zierfeld in einer Auflage von 3.000.000 Stück ausgegeben (Mi.-Nr. 783 A). - Mahnmal der Nationalen Gedenkstätte Sachsenhausen | 20+10           | 20. April             | 31. März 1963     | 3.000.000     | Rudolf Skribelka                       | 783 B   |
|              | 15 Jahre SED - Vereinigung zweier Demonstrationszüge, Porträts von Marx, Engels und Lenin | 20              | 20. April             | 31. Dezember 1962 | 6.000.000     | Oswin Volkamer, Karl Sauer             | 821     |
|              | Der erste Weltraumflieger Juri Alexejewitsch Gagarin - Endstufe der Trägerrakete des Raumschiffs Wostok I, Teil der Erdkugel | 10              | 18. April             | 31. Dezember 1962 | 5.000.000     | Hans Georg Urbschat                    | 822     |
|              | - Kosmonaut Juri Gagarin | 20              | 20. April             | 31. Dezember 1962 | 5.000.000     | Hans Georg Urbschat                    | 823     |
|              | - Weltraumkapsel am Fallschirm über Wolkendecke | 25              | 20. April             | 31. Dezember 1962 | 1.000.000     | Hans Georg Urbschat                    | 824     |
|              | 100 Jahre Dresdner Zoo - Grant-Zebra (Equus quagga grant) | 10              | 9. Mai                | 31. Dezember 1962 | 1.000.000     | Horst Naumann                          | 825     |
|              | - Kilimandscharo-Guarezas (Colobus abessnicus caudatus) | 20              | 9. Mai                | 31. Dezember 1962 | 6.000.000     | Horst Naumann                          | 826     |
|              | IV. Pioniertreffen in Erfurt - Junge Pioniere beim Volleyball | 10+5            | 25. Mai               | 31. Dezember 1962 | 4.000.000     | Ingeborg Friebel                       | 827     |
|              | - Junge Pioniere beim Volkstanz | 20+10           | 25. Mai               | 31. Dezember 1962 | 4.000.000     | Ingeborg Friebel                       | 828     |
|              | - Junge Pioniere beim Flugmodellbau | 25+10           | 25. Mai               | 31. Dezember 1962 | 1.000.000     | Ingeborg Friebel                       | 829     |
|              | III. Europacup im Frauenturnen (Leipzig) - Turnerin beim Bodenturnen | 10              | 3. Juni               | 31. Dezember 1962 | 5.000.000     | Wolfgang Bley                          | 830     |
|              | - Turnerin am Schwebebalken | 20              | 3. Juni               | 31. Dezember 1962 | 5.000.000     | Karl-Heinz Müller                      | 831     |
|              | - Turnerin am Stufenbarren | 25              | 3. Juni               | 31. Dezember 1962 | 1.000.000     | Karl-Heinz Müller                      | 832     |
|              | 1000 Jahre Halle/Saale - Hallknechte vor Burg Giebichenstein | 10              | 22. Juni              | 31. Dezember 1962 | 1.000.000     | Axel Bengs                             | 833     |
|              | - Chemiker vor Hallenser Bauwerken (u. a. Roter Turm, Marktkirche, Franckesche Stiftungen) | 20              | 22. Juni              | 31. Dezember 1962 | 6.000.000     | Axel Bengs                             | 834     |
|              | Landschaften und historische Bauwerke (II) - Ruine Rudelsburg an der Saale | 5               | 22. Juni              | 31. Dezember 1962 | 69.000.000    | Erich Gruner                           | 835     |
|              | - Wartburg bei Eisenach | 10              | 22. Juni              | 31. Dezember 1962 | 99.000.000    | Erich Gruner                           | 836     |
|              | - Rathaus Wernigerode | 20              | 22. Juni              | 31. Dezember 1962 | 65.000.000    | Erich Gruner                           | 837     |
|              | Weltmeisterschaften im Kanu–Slalom und Wildwasserrennen (Rote Weißeritz im Rabenauer Grund) - Kajak-Einer | 5               | 6. Juli               | 31. Dezember 1962 | 1.000.000     | Oswin Volkamer                         | 838     |
|              | - Kanadier-Einer | 10              | 6. Juli               | 31. Dezember 1962 | 8.000.000     | Oswin Volkamer                         | 839     |
|              | - Kanadier-Zweier | 20              | 6. Juli               | 31. Dezember 1962 | 8.000.000     | Oswin Volkamer                         | 840     |
|              | Weltmeisterschaften im Angeln (Merseburg) - Turnierangeln: Zielwurf | 10              | 21. Juli              | 31. Dezember 1962 | 1.000.000     | Axel Bengs                             | 841     |
|              | - Sportliches Angeln am fließenden Gewässer | 20              | 21. Juli              | 31. Dezember 1962 | 6.000.000     | Axel Bengs                             | 842     |
|              | Leipziger Herbstmesse - Alte Waage, Messezeichen "MM" | 10              | 23. August            | 31. Dezember 1962 | 6.000.000     | Dietrich Dorfstecher, Manfred Brückels | 843     |
|              | - Alte Börse, Messezeichen "MM" | 25              | 23. August            | 31. Dezember 1962 | 4.000.000     | Dietrich Dorfstecher, Manfred Brückels | 844     |
|              | Aufbau und Erhaltung der Nationalen Gedenkstätten Buchenwald, Ravensbrück und Sachsenhausen: KZ-Opfer (II) - Carlo Schönhaar (1924–1942)                                                                                              | 5+5             | 7. September          | 31.12.1962        | 2.000.000     | VEB Deutsche Wertpapierdruckerei       | 849     |
|              | - Herbert Baum (1912–1942) | 10+5            | 7. September          | 31.12.1962        | 2.000.000     | VEB Deutsche Wertpapierdruckerei       | 850     |
|              | - Liselotte Herrmann (1909–1938) | 20+10           | 7. September          | 31.12.1962        | 2.000.000     | VEB Deutsche Wertpapierdruckerei       | 851     |
|              | - Sophie Scholl (1921–1943) und Hans Scholl (1918–1943) | 25+10           | 7. September          | 31.12.1962        | 2.000.000     | VEB Deutsche Wertpapierdruckerei       | 852     |
|              | - Hilde (1909–1943) und Hans Coppi (1916–1942) | 40+20           | 7. September          | 31.12.1962        | 1.000.000     | VEB Deutsche Wertpapierdruckerei       | 853     |
|              | Internationale Gartenbauausstellung (iga), Erfurt - Gartentulpen (Tulipa gesneriana) | 10              | 13. September         | 31. Dezember 1962 | 7.000.000     | VEB Deutsche Wertpapierdruckerei       | 854     |
|              | - Dahlien (Dahlia pinnata) | 20              | 13. September         | 31. Dezember 1962 | 15.000.000    | VEB Deutsche Wertpapierdruckerei       | 855     |
|              | - Edelrose (Rosa spec.) | 40              | 13. September         | 31. Dezember 1962 | 1.000.000     | VEB Deutsche Wertpapierdruckerei       | 856     |
|              | 150. Geburtstag von Franz Liszt (1811-1886) - Brustbilder von Franz Liszt und Hector Berlioz | 5               | 23. November          | 31. Dezember 1962 | 6.000.000     | Fritz Deutschendorf                    | 857     |
|              | - Jugendhand von Franz Liszt | 10              | 19. Oktober           | 31. Dezember 1962 | 1.000.000     | Fritz Deutschendorf                    | 858     |
|              | - Medaille mit Profil von Franz Liszt | 20              | 19. Oktober           | 31. Dezember 1962 | 6.000.000     | Fritz Deutschendorf                    | 859     |
|              | - Brustbilder von Franz Liszt und Frédéric Chopin | 25              | 23. November          | 31. Dezember 1962 | 1.000.000     | Fritz Deutschendorf                    | 860     |
|              | Tag der Briefmarke - Fernsehkamera vor Bildschirm | 10              | 25. Oktober           | 31. Dezember 1962 | 1.000.000     | Dietrich Dorfstecher, Manfred Brückels | 861     |
|              | - Studiomikrofon vor Skale eines Rundfunkempfängers | 20              | 25. Oktober           | 31. Dezember 1962 | 8.000.000     | Dietrich Dorfstecher, Manfred Brückels | 862     |
|              | Besuch des sowjetischen Kosmonauten German Titow in der DDR - Titow und Junge Pioniere | 5               | 11. Dezember          | 31. Dezember 1962 | 3.500.000     | Karl Sauer                             | 863     |
|              | - Titow in Leipzig (Augustusplatz) | 10              | 11. Dezember          | 31. Dezember 1962 | 4.000.000     | Karl Sauer                             | 864     |
|              | - Titow im Raumschiff Wostok II auf der Umlaufbahn um die Erde | 15              | 11. Dezember          | 31. Dezember 1962 | 1.000.000     | Karl Sauer                             | 865     |
|              | - Auszeichnung Titows mit dem Karl-Marx-Orden | 20              | 11. Dezember          | 31. Dezember 1962 | 4.000.000     | Karl Sauer                             | 866     |
|              | - Wostok II auf der Umlaufbahn um die Erde | 25              | 11. Dezember          | 31. Dezember 1962 | 3.000.000     | Karl Sauer                             | 867     |
|              | - Walter Ulbricht und Titow auf der Fahrt durch Berlin | 40              | 11. Dezember          | 31. Dezember 1962 | 3.000.000     | Karl Sauer                             | 868     |
| Dauermarken  | |                 |                       |                   |               |                                        |         |
| Bild         | Beschreibung | Wert in Pfennig | Ausgabe- datum (1961) | Gültig bis        | Auflage       | Entwurf                                | Mi.-Nr  |
|              | Dauermarkenserie: Staatsratsvorsitzender Walter Ulbricht (I) - Porträt von Walter Ulbricht | 5               | 29. August            | 2. Oktober 1990   | 1.605.660.000 | VEB Deutsche Wertpapierdruckerei       | 845     |
|              | - Porträt von Walter Ulbricht | 10              | 29. August            | 2. Oktober 1990   | 5.450.640.000 | VEB Deutsche Wertpapierdruckerei       | 846     |
|              | - Porträt von Walter Ulbricht | 15              | 29. August            | 2. Oktober 1990   | 689.040.000   | VEB Deutsche Wertpapierdruckerei       | 847     |
|              | - Porträt von Walter Ulbricht | 20              | 29. August            | 2. Oktober 1990   | 1.827.710.000 | VEB Deutsche Wertpapierdruckerei       | 848     |

### Zusammendruck

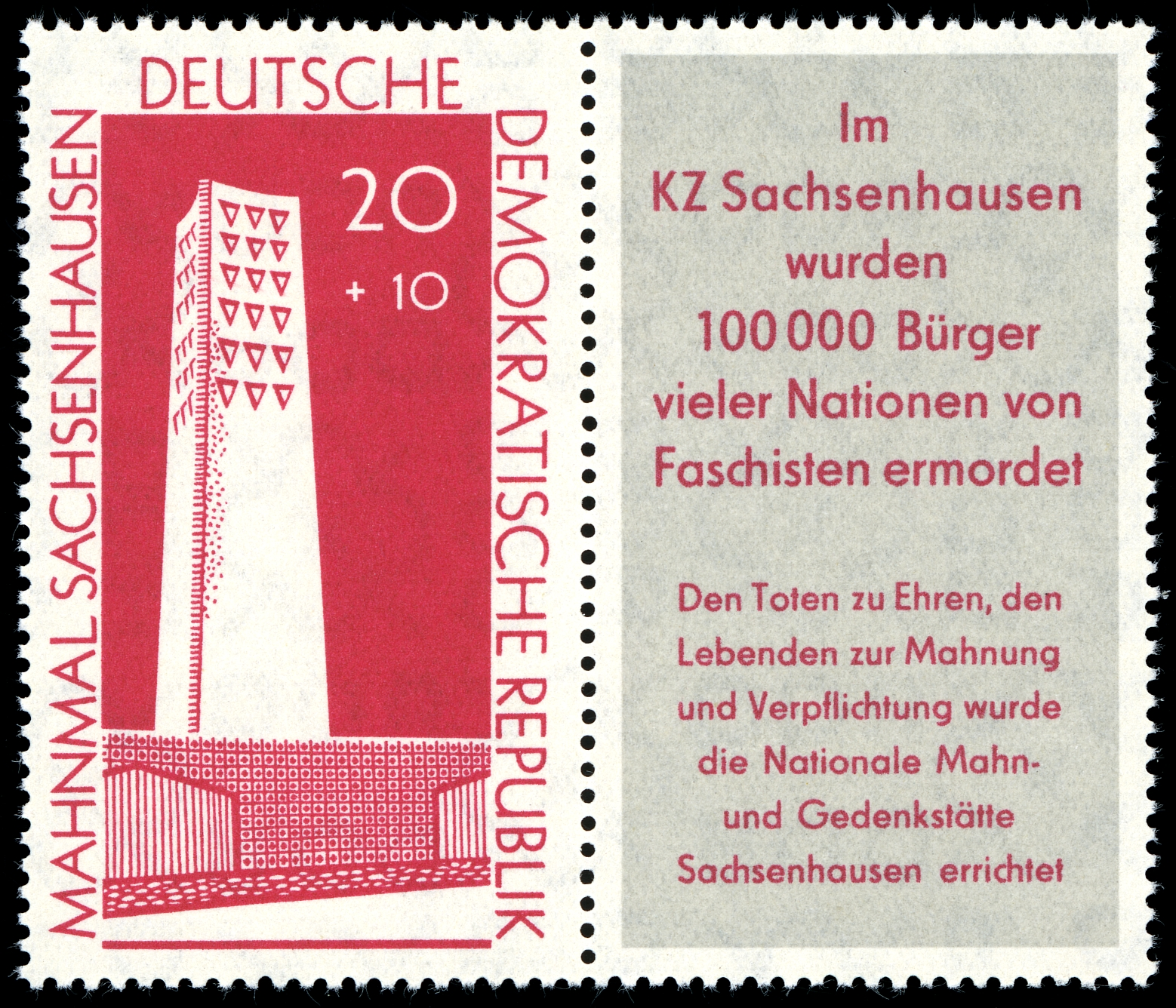
Aufbau der Nationalen Gedenkstätte Sachsenhausen: Mahnmal (IV)